# سيرجيو جيل
سيرجيو جيل (بالبرتغالية: Sérgio Santos Gil‏) هو لاعب كرة قدم برازيلي، ولد في 22 يوليو 1970 في فلوريانوبوليس في البرازيل، وتوفي في 9 يوليو 1989 بسبب حادث مرور. لعب مع نادي كورينثيانز.